# Symfonie nr. 21 (Ovsianiko)
Nikolaj Dmitrievitsj Ovsianiko-Kulikovski componeerde zijn Symfonie nr. 21 in 1805 ter gelegenheid van de opening van het operatheater van Odessa. Osvianiko leefde van 1768 tot 1846 en was geboren in Bachtsjysaraj in Oekraïne.
Deze gehele opzet bleek achteraf gezien een muzikale grap. De componist heeft nooit bestaan, er werd in 1805 geen operagebouw geopend in Odessa en de Symfonie nr. 21 is het enige werk dat ooit verscheen van deze componist.
De symfonie is gecomponeerd in een tijdperk dat de klassieke muziek in de Sovjet-Unie moest teruggrijpen op Russische muziek uit de 19e eeuw. Stalin en zijn handlangers in allerlei culture instanties zoals de componistenbond wilden af van de klassieke muziek uit de 20e eeuw die langzaam de Sovjet-Unie binnendrong. Er kwamen embargo's op muziek van componisten en sommige componisten werden zelf aangeschreven voor hun al te moderne en formalistische muziek. Dmitri Sjostakovitsj en Sergej Prokofjev en zelfs Nikolaj Mjaskovski werden door een ban getroffen. Om meer traditionele muziek te krijgen, waarbij het volk meer (het Russisch) gevoel zou hebben, werden onvoltooide composities uit de 19e eeuw voltooid door tweederangs en verder onbekend gebleven componisten. Dat was geen garantie voor blijvend succes. Geschiedenis heeft uitgewezen, dat juist de muziek van de genoemde bannelingen nog steeds gespeeld wordt.
In het licht gezien van de bescherming van traditie was het niet zo vreemd dat deze 21e symfonie behoorlijk wat aandacht kreeg. Communicatie binnen de Sovjet-Unie liep uiterst stroef door veel censuur en met de geschiedenis nam men het ook niet zo nauw. Vandaar dat er studies werden verricht naar dit werk en ook muziekbibliotheken en -boeken werden uitgerust met dit werk. Een niet voltooid werk ter gelegenheid van een glorieuze gebeurtenis, daar zat men op te wachten.
De symfonie kent, gezien het vorenstaande, natuurlijk de klassieke vierdelige indeling met de bijbehorende termen:
1. Adagio, Allegro
2. Romance
3. Minuet
4. Finale, Kazachok.

De muziek klinkt als een imitatie van de muziek van Wolfgang Amadeus Mozart, bewerkt door Georg Friedrich Händel en dan in Russische stijl.
De oorspronkelijk componist van het werk, Michael Goldstein, zelf violist en in mindere mate ook componist, verbaasde zich erover dat er zoveel serieuze aandacht aan zijn werk werd besteed. Het was volgens hem duidelijk dat gezien de orkestratie en muziek dit werk niet in dat bedoelde tijdperk (1805) geschreven kon zijn. Gezien het feit dat het werk tot in de jaren 80, ook in het Westen, tot die tijd werd ingedeeld, deed Goldstein zichzelf te kort. Men name de delen 1, 3 en 4 klinken in de enige opname van dit werk als een imitatie Mozart en Händel, maar zitten structureel identiek met hun werk in elkaar. Wat direct een aanwijzing voor dit onecht gedateerde werk had moeten zijn, is deel 2. Er spelen veel te veel koperblazers in dit deel voor muziek uit 1805.
De enige opname van dit werk vond plaats in 1954 door een van de (algemeen beschouwd) grootste dirigenten van Rusland Jevgeni Mravinski met een van de betere en bekende symfonieorkesten het Leningrad Philharmonisch Orkest. De opname die verscheen in een serie historische opnamen van deze combinatie vertelt uiteraard niet of Mravinski er ook ingetuind was.

## Discografie
- Melodya: Mravinski en het LFO. In een combinatie met Symfonie nr. 4 van Glazoenov die in die tijd ineens weer populair werd. Eerst afgedankt als vriend van de tsaren en toen vanwege zijn traditionele stijl, weliswaar voor korte tijd, opnieuw populair.